# Gangaraju Madugula
Gangaraju Madugula est un village du district d'Alluri Sitharama Raju dans l'État d'Andhra Pradesh en Inde. 
Selon le recensement de l'Inde de 2011, la localité compte une population de 538 habitants.